# Paralelo 20 N
O paralelo 20 N é um paralelo que está 20 graus a norte do plano equatorial da Terra.
Este paralelo define parte da fronteira Líbia-Sudão, e, no Sudão, a fronteira entre os estados Norte e Darfur do Norte.
Começando no Meridiano de Greenwich na direcção leste, o paralelo 20 N passa sucessivamente por:
| País, território ou mar | Notas |
| ----------------------- | --- |
| Mali                    | |
| Argélia                 | |
| Níger                   | |
| Chade                   | |
| Líbia                   | |
| fronteira Líbia-Sudão   | |
| Sudão                   | Define a fronteira entre os estados Norte e Darfur do Norte.                                                                     |
| Mar Vermelho            | |
| Arábia Saudita          | |
| Omã                     | |
| Oceano Índico           | Mar Arábico - Passa a sul da ilha de Maceira, Omã                                                                                |
| Índia                   | |
| Oceano Índico           | Baía de Bengala |
| Myanmar (Birmânia)      | |
| Tailândia               | |
| Laos                    | |
| Vietname                | |
| Mar da China Meridional | Golfo de Tonquim |
| China                   | Ilha Hainan |
| Mar da China Meridional | |
| Oceano Pacífico         | Mar das Filipinas · Passa entre as Ilhas Batanes e Ilhas Babuyan, Filipinas · Passa a sul das Ilhas Maug, Marianas Setentrionais |
| Estados Unidos          | Ilha Havai, Havai |
| Oceano Pacífico         | |
| México                  | |
| Golfo do México         | Baía de Campeche |
| México                  | Península do Iucatão |
| Mar do Caribe           | |
| Cuba                    | |
| Mar do Caribe           | Canal de Barlavento |
| Haiti                   | Ilha Tortuga |
| Oceano Atlântico        | Passa a norte da ilha Hispaníola, República Dominicana                                                                           |
| Mauritânia              | |
| Mali                    | |